# Odos
Odos település Franciaországban, Hautes-Pyrénées megyében. Lakosainak száma 3291 fő (2022. január 1.). Odos Tarbes, Horgues, Juillan, Laloubère, Louey, Momères és Saint-Martin községekkel határos.

## Népesség
A település népességének változása:
| Lakosok száma | 3235 | 3201 | 3333 | 3242 | 3253 | 3290 | 3290 | 3303 | 3291 |
|               | 2013 | 2015 | 2016 | 2017 | 2018 | 2019 | 2020 | 2021 | 2022 |